# Peder Kolstad
Peder Ludvik Kolstad (28. november 1878 i Borge - 5. marts 1932 i Oslo) var en norsk landbrugsskolelærer og politiker for Bondepartiet. Han var Norges statsminister i den første Bondeparti-regering, Peder Kolstads regering, fra 1931 til sin død i 1932. Kolstad fungerede også som regeringens finansminister. Kolstad var en af bondebevægelsens fremmeste politikere, og var indvalgt i Stortinget fra Østfold 1922–1932. Han blev regnet som en moderat politiker, og tilhørte den konservative østlandsfløj i partiet, men mod slutningen af 1920'erne kom han mere og mere på linje med den mere radikale vestlandsfløj som ønskede flere statslige tiltag mod vanskelighederne i jordbruget.